# Прокопенко Максим Сергійович
Максим Сергійович Прокопенко (нар. 23 березня 1984, Вільшанка, Вільшанський район, Кіровоградська область) — український та азербайджанський веслувальник на каное.

## Життєпис
Закінчив 8 класів Вільшанської середньої школи, Миколаївське вище училище фізичної культури і Миколаївський педагогічний університет.
Срібний призер чемпіонатів світу з веслування на байдарках і каное: 2006 року (каное-двійка, 1000 м із Сергієм Безуглим), 2009 року (каное-двійка, 1000 м з Сергієм Безуглим), 2010 року (каное-двійка, 500 м із Сергієм Безуглим), 2011 року (каное-двійка, 500 м із Сергієм Безуглим), 2011 року (каное-двійка, 1000 м із Сергієм Безуглим), 2011 року (каное-одиночка, естафета 4×200 м із Сергієм Безуглим, Валентином Дем'яненком та Андрієм Крайтором). Бронзовий призер чемпіонату світу 2009 року 2011 року (каное-двійка, 500 м з Сергієм Безуглим).
Учасник Олімпійських ігор 2008 року в Пекіні, де посів (із Сергієм Безуглим) 8 місце у змаганнях на 500-метрівці каное-двійок.
Максим Прокопенко представляв Україну до 2008 року. З 2009 року разом зі своїм напарником Сергієм Безуглим виступає за Азербайджан. Причиною зміни громадянства головний тренер збірної України з веслування на байдарках і каное Ігор Нагаєв назвав фінансові мотиви.
Учасник Олімпійських ігор 2012 року в Лондоні, де посів (із Сергієм Безуглим) 4 місце у змаганнях на 1000-метрівці каное-двійок, представляючи Азербайджан.

## Виступи на Олімпіадах
| Змагання                    | Збірна      | Вагова категорія          | Місце     |
| --------------------------- | ----------- | ------------------------- | --------- |
| Літні Олімпійські ігри 2004 | Україна     | каное-двійки, 500 метрів  | 4 h1 r2/3 |
| Літні Олімпійські ігри 2004 | Україна     | каное-двійки, 1000 метрів | 6 h1 r2/3 |
| Літні Олімпійські ігри 2008 | Україна     | каное-двійки, 500 метрів  | 8         |
| Літні Олімпійські ігри 2012 | Азербайджан | каное-двійки, 1000 метрів | 4         |